# Thal Abergel
Thal Abergel (* 13. Oktober 1982 in Haifa) ist ein französischer Schach-Großmeister.

## Schachkarriere

### Einzelerfolge
Abergel wurde 2000 französischer Meister im Blitzschach. 2003 gewann er die Meisterschaft von Paris. Thal Abergel ist seit Oktober 2003 Internationaler Meister (IM) und seit Juni 2008 Großmeister (GM). Die IM-Normen erfüllte er im Juli 1998 beim 19. Open in Massy, im August 1999 bei der Pariser Meisterschaft und im Dezember 2002 beim 3rd Saturday in Belgrad, die GM-Normen erfüllte er im Dezember 2006 beim Trophy Multicoms GM in Paris, in der B-Gruppe der französischen Meisterschaft 2007 in Aix-les-Bains und im April 2008 beim XXI Villa de Benidorm. Trainiert wurde er unter anderem von Artur Kogan.

### Vereinsschach

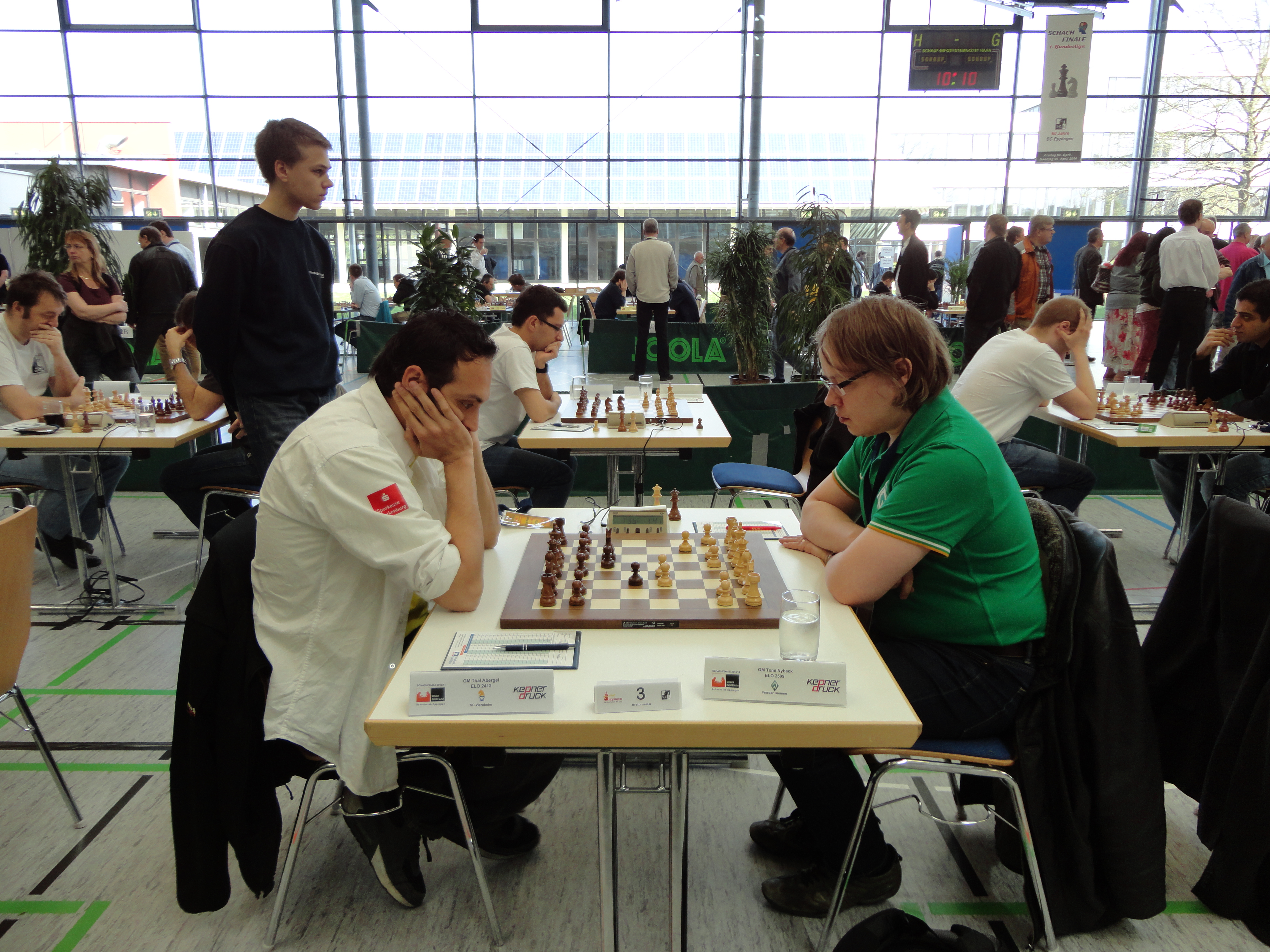
Thal Abergel und Tomi Nybäck, Finale der Schachbundesliga 2014 in Eppingen

In der französischen Mannschaftsmeisterschaft Top 16 beziehungsweise Top 12 spielte Abergel von 2003 bis 2006 bei Évry Grand Roque, in der Saison 2006/07 beim Club de Chess 15 Paris, in der Saison 2007/08 bei Marseille Duchamps, von 2008 bis 2010 bei Mulhouse Philidor, in der Saison 2011/12 bei L’Echiquier Chalonnais, in der Saison 2013/14 bei C.E. de Bois-Colombes und seit 2017 für den Club de Tremblay-en-France.
Thal Abergel ist beziehungsweise war auch aktiv in Deutschland, wo er seit 2007 beim SC Viernheim spielt, der in der Saison 2013/14 und erneut seit 2018 der 1. Bundesliga angehört. Mit Viernheim nahm Abergel auch am European Club Cup 2019 teil.
In Belgien spielte er von 2007 bis 2009 bei dem Cercle des Echecs de Charleroi und in der Saison 2017/18 für Cercle d’Échecs Fontainois, wobei er nur eine Partie bestritt.
In Großbritannien gewann er in der Saison 2003/04 mit Guildford A&DC die Four Nations Chess League.